# Camila Mendes

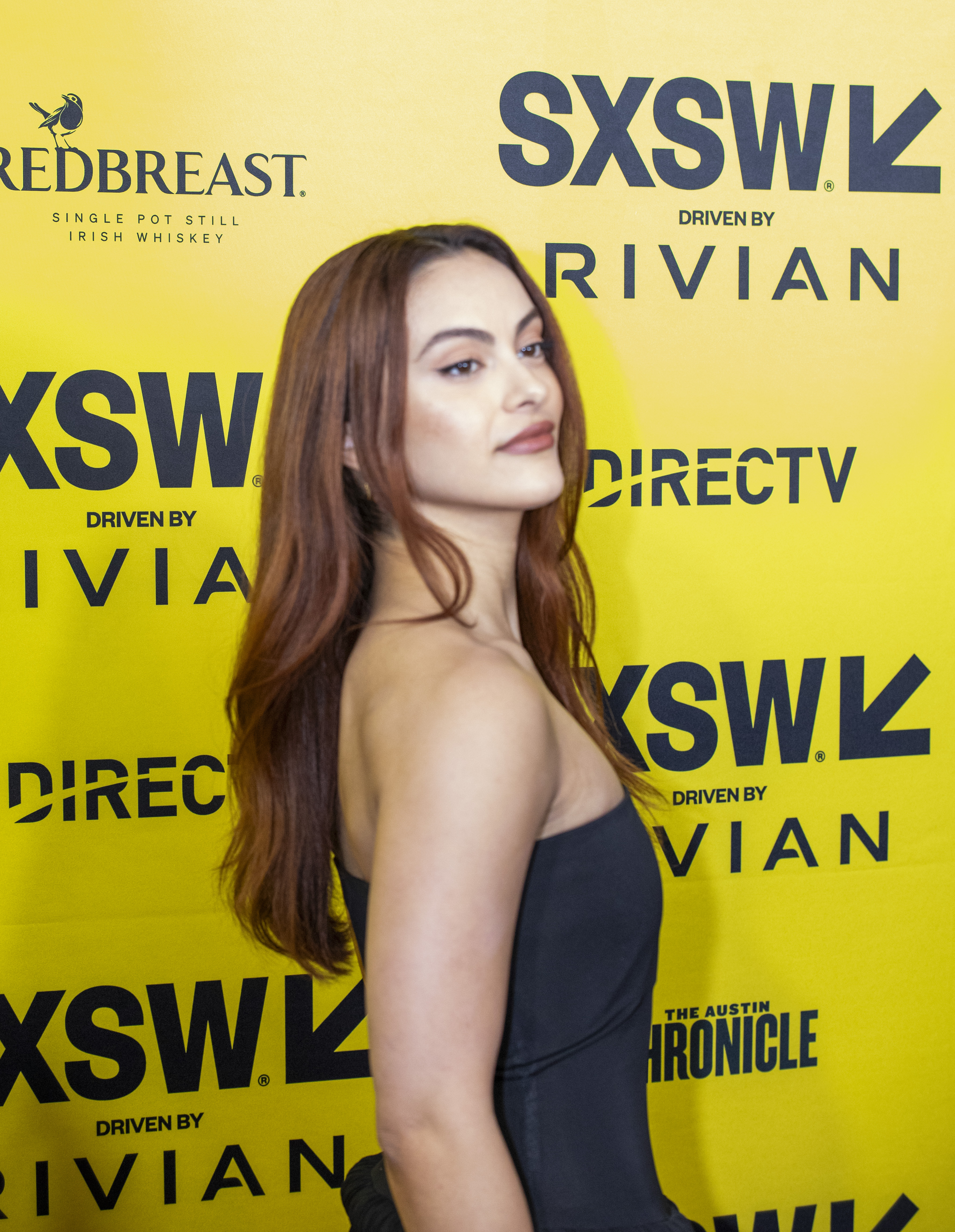
Camila Mendes (2025)

Camila Carraro Mendes (anhörenⓘ, * 29. Juni 1994 in Charlottesville, Virginia) ist eine brasilianisch-US-amerikanische Schauspielerin. Bekannt wurde Mendes durch ihre erste Schauspiel-Rolle, Veronica Lodge in der Fernsehserie Riverdale, in der sie von 2017 bis 2023 zu sehen war.

## Leben und Karriere
Camila Mendes wurde 1994 als Tochter brasilianischer Eltern in Charlottesville geboren und wuchs gemeinsam mit einer Schwester hauptsächlich in Florida auf. Im Alter von zehn Jahren verbrachte sie ein Jahr in Brasilien. Sie absolvierte die Tisch School of the Arts an der New York University und schloss im Jahr 2016 mit dem Bachelor in Bildenden Künsten ab.
Ab 2017 spielte Mendes die Figur Veronica Lodge in Riverdale, einer Fernsehadaption der Archie-Comics-Reihe. Die Fernsehserie endete im August 2023. Ihr Spielfilmdebüt gab Mendes 2018 in The New Romantic. Bei dem 2024 erschienenen Film First Class übernahm Mendes zum ersten Mal die Rolle der leitenden Produzentin. Ebenfalls 2024 erschien der Film Música von Regisseur und Hauptdarsteller Rudy Mancuso mit Mendes in der weiblichen Hauptrolle der Isabella. 

## Filmografie
- 2017–2023: Riverdale (Fernsehserie, 136 Folgen)
- 2018: The New Romantic
- 2019: The Perfect Date
- 2019: Coyote Lake
- 2020: Palm Springs
- 2020: Dangerous Lies
- 2020: Die Simpsons (The Simpsons, Fernsehserie, 1 Folge, Stimme von Tessa Rose)
- 2021–2022: Fairfax (Fernsehserie, 8 Folgen, Stimme)
- 2022: Do Revenge
- 2024: First Class (Upgraded, auch als Executive Producer)
- 2024: Música
- 2024: Griffin in Summer (als Produzentin)
- 2025: Idiotka (auch als Produzentin)